# Operación Veneratio
La Operación Veneratio  fue una operación armada conjunta entre la Policía Nacional del Paraguay y las Fuerzas Armadas de Paraguay para la recaptura de la Penitenciaría Nacional de Tacumbú, que estaba sumergida en una crisis interna y totalmente controlada por grupos del crimen organizado, especialmente el grupo narcotráficante Clan Rotela.

## Contexto
La Penitenciaría Nacional de Tacumbú atravesaba una prolongada crisis de seguridad interna, caracterizada por el enfrentamiento constante entre diversas facciones de internos que disputaban el control del penal.
En 2016, con el ingreso al recinto de Armando Javier Rotela, un joven con antecedentes por microtráfico de drogas, su organización comenzó a consolidarse dentro de Tacumbú, absorbiendo integrantes de distintos grupos criminales. Con el tiempo, logró expandir su influencia hasta convertirse en un actor clave dentro del narcotráfico penitenciario, rivalizando con el Primeiro Comando da Capital (PCC).
Tacumbú es reconocida por sus frecuentes motines y episodios de violencia extrema. La corrupción estructural en el sistema penitenciario permitió que los internos ejercieran un control informal sobre el penal, facilitando el acceso a armas blancas —cuchillos, navajas, machetes y objetos punzocortantes improvisados—, así como a drogas y, en algunos casos, armamento de fuego, incluyendo pistolas y rifles. Asimismo, se reportó la existencia de privilegios irregulares dentro del penal, como el uso de teléfonos celulares e internet.
Desde los eventos ocurridos durante la pandemia de covid-19 en 2020, los barrios más vulnerables del sur de Asunción, especialmente aquellos en las inmediaciones de Tacumbú, experimentaron un incremento en la actividad del crimen organizado. Grupos armados irregulares comenzaron a ejercer control territorial, lo que derivó en un aumento de la violencia, con ataques armados, asaltos, homicidios y disputas entre pandillas por el dominio de las rutas del narcotráfico.

## Desarrollo
El 18 de diciembre, en horas de la madrugada, las Fuerzas Armadas del Paraguay y la Policía Nacional iniciaron un despliegue táctico atípico en las inmediaciones de la Penitenciaría Nacional de Tacumbú.
Cerca de las 06:00 (UTC-4), diversas instituciones estatales, incluido el Ministerio de Justicia, emitieron comunicados oficiales anunciando el inicio de una operación conjunta con el objetivo de restablecer el control del recinto penitenciario.
Previo al amanecer, se reportó que varios agentes penitenciarios fueron tomados como rehenes por internos armados con armas blancas. La veracidad de la situación fue confirmada mediante material audiovisual captado por un recluso desde el interior del penal y difundido en redes sociales.
Con la llegada del amanecer, las fuerzas de seguridad dieron inicio a la intervención, registrándose intercambios de disparos y el uso de munición real. En la operación se desplegó un helicóptero militar UH-1H de la Policía Nacional. Paralelamente, comenzaron a circular en plataformas digitales grabaciones de los enfrentamientos, algunas con contenido explícito. Asimismo, se reportaron víctimas fatales y heridos en el transcurso de los hechos.
Durante el operativo, se informó que Armando Javier Rotela se atrincheró en una pequeña capilla dentro del penal y tomó como rehén a una mujer embarazada.